# Minkyu Lee
Minkyu Lee (koreanisch 이민규; * 1985/1986 in Korea) ist ein koreanischer Animator, der in den Vereinigten Staaten arbeitet.

## Leben
Lee studierte an der School of Film/Video der CalArts und schloss sein Studium 2009 mit einem Bachelor und 2011 mit dem Master in Filmregie ab. Er arbeitete bereits während seines Studiums bei Disney als Animator in Ausbildung am Film Küss den Frosch mit. Sein erster Kurzanimationsfilm Adam and Dog entstand bis 2012 als Independent-Film. Lee führte Regie, schrieb das Drehbuch und zeichnete den Film mit mehreren Freunden, die als Animatoren unter anderem bei Pixar und Dreamworks arbeiten. Adam and Dog erhielt Anfang 2012 den Annie Award als Bester Kurzanimationsfilm. Im Jahr 2013 wurde Adam and Dog für einen Oscar in der Kategorie Bester animierter Kurzfilm nominiert.
Lee arbeitet als Visual Development Artist bei Disney Animation. Zudem unterrichtet er Animation an der CalArts.

## Filmografie
- 2009: Küss den Frosch (Princess and the Frog)
- 2012: Adam and Dog
- 2012: Ralph reichts (Wreck-It Ralph)